# Церква Покрова Богородиці (Нижня Ореанда)
Храм Покрова Пресвятої Богородиці — церква у Лівадії, побудована за замовленням Великого князя Костянтина Миколайовича Романова у 1885 році. Пам'ятка національного значення. Виконана у грузинсько-візантійському стилі за проектом академіка архітектури Олексія Авдєєва. Храм прикрашений мозаїками італійця Антоніо Сальвіаті. У будівництві брали участь князь Г. Г. Гагарін, колишній Віце-президент Імператорської Академії мистецтв у Санкт-Петербурзі, академіки Д. І. Грімм, М. В. Васильєв.
Наприкінці XIX — початку XX ст. храм вважався одним з найгарніших на Південному березі Криму. У ньому служив Іоанн Кронштадтський, причащалася княгиня Єлизавета Федорівна. Починаючи з Олександра III, у церкві молилися усі члени сім'ї імператора.

## Історія
Великий князь сам вибрав місце і ім'я для майбутнього храму. Під час урочистої закладки церкви в підмурок фундаменту була поміщена дощечка з текстом: «Во имя Отца и Сына и Святого Духа: усердием и ревностью владельца Орианды Его Императорского Высочества государя Великого Князя Константина Николаевича сооружается храм сей в память Праздника Покрова Пресвятые Богородицы. Апрель, 31 дня 1884 года в лето III РХ. Аминь».
2 травня 1885 за розпорядженням Костянтина Миколайовича була зроблена перша фотографія будівництва, потім кожен місяць робилися нові знімки. До 8 червня стіни були споруджені до висоти карнизів і встановлені шість зовнішніх хрестів. До 14 липня завершені арки і склепіння центральної частини. Дзвони освятили 21 вересня 1885.
Антон Чехов згадував церкву у своєму оповіданні «Дама з собачкою»:

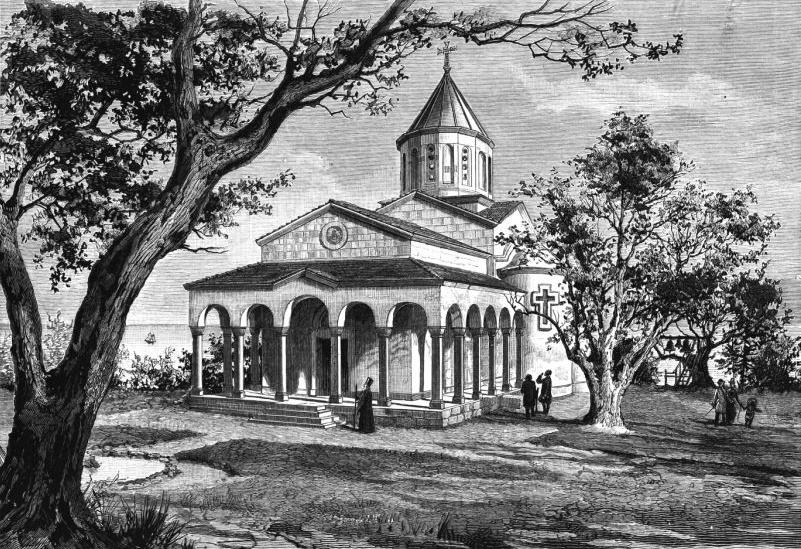
Гравюра церкви у журналі «Нива». М. Рашевський, 1888 рік.

|  | В Ореанді сиділи на лавці, недалеко від церкви, дивилися вниз на море і мовчали. Ялту було ледве видно крізь ранішній туман, на вершинах гір нерухомо стояли білі хмари. Листя не ворушилось на деревах, цвірчали цикади, і одноманітний, глухий шум моря, що долинав знизу, говорив про спокій, про вічний сон, який чекає нас. Так шуміло внизу, коли ще тут не було ні Ялти, ні Ореанди, тепер шумить і шумітиме так само байдуже й глухо, коли нас не буде. І в цій незмінності, в цілковитій байдужості до життя і смерті кожного з нас криється, може, запорука нашого вічного порятунку, безперервного руху життя на землі, безперервної досконалості.. |

У 1924 році храм був закритий і переданий організації з охорони пам'яток. У 1927 році будівля постраждала від землетрусу. Храм планувалося знести, з церкви намагалися скинути хрест, але він зламався біля основи. Використовувався як механічні майстерні, будівельний і овочевий склади. У 1992 році храм повернули вірянам. У ньому богослужіння, йде часткова реставрація. У 2001 році поряд з церквою збудували дзвіницю. У Донецьку був відлитий дзвін вагою 603 кілограми.

## Архітектура
Храм виконаний в грузинсько-візантійському стилі. Для будівництва використовувалися камені, з яких був складний палац у Ореанді (постраждав від пожежі). Будівля невелика, хрестоподібної форми, з одним куполом. У світловому барабані — вузькі аркові віконні прорізи, в яких розташовано по чотири круглих вікна. Купол вінчав чотирикінцевий візантійський бронзовий золочений ажурний хрест. Його прикрашає дуже рідкісне в іконографії зображення Ісуса Христа без бороди. Північну, західну і південну сторони храму обрамлено арочною галереєю.
Церкву було вирішено будувати недалеко від Адміральського будиночка князя, навколо якого росли великі дуби. Великий князь побажав їх зберегти, тому вівтар трохи повернутий на південний схід. Функцію дзвіниці виконує зростаючий поруч дуб. Дзвонів було п'ять, від 160 до 3 кілограмів.
Покровська церква відрізнялася багатим оздобленням. Віконні рами в барабані і великі хрести, що прикрасили зовнішні стіни, були виготовлені в Ліворно з білого каррарського мармуру. Жовто-оранжеві шибки наповнювали храм м'яким сонячним світлом. Різьблений іконостас зробив з горіха, дуба, кипариса і ялівця майстер Кубишко. Храм прикрашений мозаїками. Величезна заслуга Великого князя полягає в тому, що він відродив в Росії забуте мистецтво мозаїки. Більшість мозаїк не збереглися до наших днів. Майже повністю знищений образ Покрови Богородиці і ще дев'ять ікон.